# 난부 도시아쓰

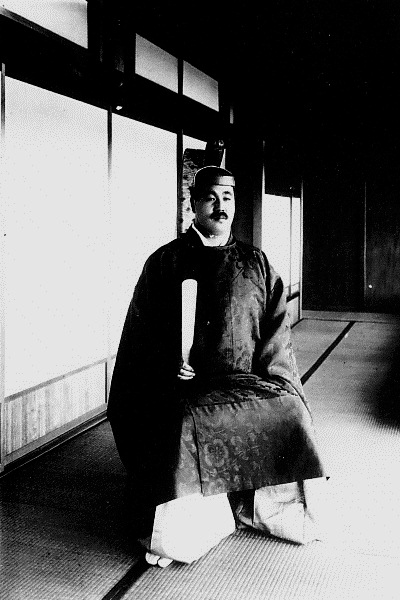
난부 도시아쓰

난부 도시아쓰(일본어: 南部利淳, 1884년 6월 25일 ~ 1930년 1월 1일)는 일본 제국의 화족이다. 작위는 백작. 모리오카번 마지막 번주였던 백작 난부 도시유키의 차남이다.
러일 전쟁 당시 전사한 형 난부 도시나가 백작의 뒤를 이어 난부가의 가독을 이었다.
| 전임 난부 도시나가 | 제3대 난부 백작가 당주 1905년 ~ 1930년 | 후임 난부 도시히데 |